# Selección masculina de rugby 7 de Australia
La selección masculina de rugby 7 de Australia es el equipo que representa a la Unión de Rugby de Australia en los campeonatos de selecciones nacionales masculinas de rugby 7. Al igual que la selección de rugby 15, son apodados los Wallabies, en referencia a las especies de marsupiales del país.
El equipo se formó para el Torneo Internacional de Seven de Escocia de 1973, donde perdió sus tres partidos contra Irlanda, Nueva Zelanda y Escocia. Luego se destacó en el Seven de Hong Kong, donde fue campeón en 1979, 1982, 1983, 1985, 1988 y 2022.
Australia ha disputado la Copa del Mundo de Rugby 7 desde la primera edición en 1993. Fue subcampeón en 1993 y 2001, y semifinalista en 2005.
Asimismo, disputa la Serie Mundial de Rugby 7 desde la temporada inaugural 1999-00. Ganó nueve torneos y obtuvo el circuito en la  temporada 2021-22.
Por otra parte, el equipo ha disputado los Juegos de la Mancomunidad desde la aparición del rugby 7 en 1998. Obtuvo el segundo puesto en 2010, tercero en 1998 y 2014, y cuarto en 2006.
Entre los jugadores que han representado a Australia se destaca Peter Miller.

## Participación en copas
| - Edimburgo 1993: 2º puesto - Hong Kong 1997: 5º puesto - Mar del Plata 2001: 2º puesto - Hong Kong 2005: 3º puesto - Dubái 2009: 10º puesto - Moscú 2013: 5º puesto - San Francisco 2018: 10º puesto - Ciudad del Cabo 2022: 4º puesto - Akita 2001: 2º puesto - Duisburgo 2005: No participó - Kaohsiung 2009: No participó - Cali 2013: No participó - Río 2016: 8º puesto - Tokio 2020: 7º puesto - París 2024: 4° puesto - Oceania Sevens 2008: no participó - Oceania Sevens 2009: no participó - Oceania Sevens 2010: Campeón - Oceania Sevens 2011: 4º puesto - Oceania Sevens 2012: Campeón - Oceania Sevens 2013: 3º puesto - Oceania Sevens 2014: 4º puesto - Oceania Sevens 2015: Campeón - Oceania Sevens 2016: 3º puesto - Oceania Sevens 2017: 3º puesto - Oceania Sevens 2018: 4º puesto - Oceania Sevens 2019: Campeón - Oceania Sevens 2021: 3º puesto - Kuala Lumpur 1998: 3º puesto - Mánchester 2002: 6º puesto - Melbourne 2006: 4º puesto - Delhi 2010: 2º puesto - Glasgow 2014: 3º puesto - Gold Coast 2018: 5º puesto - Birmingham 2022: 4º puesto | - Serie Mundial 99-00: 3º puesto (118 pts) - Serie Mundial 00-01: 2º puesto (150 pts) - Serie Mundial 01-02: 5º puesto (108 pts) - Serie Mundial 02-03: 5º puesto (66 pts) - Serie Mundial 03-04: 8º puesto (34 pts) - Serie Mundial 04-05: 7º puesto (42 pts) - Serie Mundial 05-06: 8º puesto (40 pts) - Serie Mundial 06-07: 7º puesto (32 pts) - Serie Mundial 07-08: 8º puesto (30 pts) - Serie Mundial 08-09: 4º puesto (88 pts) - Serie Mundial 09-10: 3º puesto (122 pts) - Serie Mundial 10-11: 6º puesto (80 pts) - Serie Mundial 11-12: 6º puesto (112 pts) - Serie Mundial 12-13: 8º puesto (89 pts) - Serie Mundial 13-14: 5º puesto (116 pts) - Serie Mundial 14-15: 5º puesto (120 pts) - Serie Mundial 15-16: 4º puesto (134 pts) - Serie Mundial 16-17: 6º puesto (113 pts) - Serie Mundial 17-18: 4º puesto (123 pts) - Serie Mundial 18-19: 7º puesto (104 pts) - Serie Mundial 19-20: 4º puesto (81 pts) - Serie Mundial 20-21: no participó - Serie Mundial 21-22: 1º puesto (126 pts) - Serie Mundial 22-23: 5º puesto (133 pts) - SVNS 23-24: 7º puesto - SVNS 24-25: 8º puesto |

## Palmarés
- Serie Mundial (1): 2021-22
  - Seven de Australia (2): 2002, 2018
  - Seven de Nueva Zelanda (1): 2001
  - Seven de Londres (2): 2010, 2022
  - Seven de Japón (1): 2012
  - Seven de Malasia (1): 2001
  - Seven de China (1): 2001
  - Seven de Hong Kong (1): 2022

- Oceania Sevens (4): 2010, 2012, 2015, 2019

- Seven de Hong Kong (5): 1979, 1982, 1983, 1985, 1988